# Stellan Ottosson
Bo Stellan Ottosson, född 30 juni 1944, är en svensk författare, översättare, och tidigare diplomat.

## Biografi
Stellan Ottosson utbildning är en fil.kand. 1969 i ryska, polska, spanska samt en civilekonomexamen 1969. Han började sin bana på Statens kulturråd 1975-1977 och Riksrevisionsverket 1988-1990. Han var ambassadör i Vilnius 1994-1998, minister i Moskva 2002-2004 samt inspektör i Utrikesförvaltningen 2004-2010.
Ottosson har författat böcker med idéhistorisk inriktning samt, tillsammans med sin hustru, Karin Aronsson, skrivit läseböcker för grundskolans lågstadium och andra böcker för barn. Ottosson har översatt romaner av Czesław Miłosz, Jerzy Andrzejewski med flera från polska till svenska samt texter åt EU-parlamentet från litauiska, polska och tyska.

## Utredningar m.m.
- Sekreterare i Utredning om U-lands- och biståndsinformation (SOU 1988:10)
- Sekreterare för översyn av SIPRI – SIPRI 90 (SOU 1990:69)
- Översyn av Nordiska ministerrådet på uppdrag av UD (2008)
- Översyn av Nordiska Afrikainstitutet på uppdrag av UD (2008)

## Översättningar från polska
- Jerzy Andrzejewski: Och mörkret täcker jorden…, Coeckelberghs 1975
- Jerzy Andrzejewski; Paradisets portar, Coeckelberghs 1976
- Jerzy Andrzejewski; Kain och Abel, Coeckelberghs 1978
- Tadeusz Konwicki; Himmelsfärden, Coeckelberghs 1979
- Julian Stryjkowski; Ynglingen från Narbonne, Brombergs 1981
- Czesław Miłosz (nobelpristagare 1980); Mitt Europa, Brombergs 1981 och 2011
- Marek Nowakowski; Polen: krigstillstånd, Brombergs 1982 (under pseudonymen Leif Andersson p.g.a. bokens politiska innehåll, tillsammans med Lennart Ilke)